# Walliswil bei Wangen
Walliswil bei Wangen é uma comuna da Suíça, situada no distrito administrativo de Alta Argóvia, no cantão de Berna. Tem 3,05 km² de área e sua população em 2018 foi estimada em 607 habitantes.